# Mokrá (Černá v Pošumaví)
Mokrá je vesnice, část obce Černá v Pošumaví v okrese Český Krumlov. Nachází se asi 3 km na severovýchod od Černé v Pošumaví. Je zde evidováno 84 adres.
Mokrá leží v katastrálním území Černá v Pošumaví o výměře 44,67 km².

## Historie
První písemná zmínka o vesnici pochází z roku 1268, kdy ji Hirzo z Klingenbergu věnoval klášteru Zlatá Koruna. Od poloviny 19. století do roku 1960 byla Mokrá samostatná obec. V letech 1938 až 1945 byla ves v důsledku uzavření Mnichovské dohody přičleněna k Německé říši jako součást župy Oberdonau.